# Сесил, Томас, 1-й граф Эксетер
Томас Сесил (англ. Thomas Cecil; 5 мая 1542, Лондон — 8 февраля 1623, Лондон) — английский аристократ, 1-й граф Эксетер. В 1598—1605 годах известен как лорд Бёрли.

## Биография
Старший сын Уильяма Сесила, 1-го барона Бёрли (1520—1598), от первого брака с Мэри Чек (ум. 1543). Единокровный брат Роберта Сесила, 1-го графа Солсбери, сына барона Бёрли от второго брака с Милдред Кук. В 1558 году Сесил поступил в Тринити-колледж в Кембридже  и в том же году был принят в Грейс-Инн. В начале 1560-х годов путешествовал по Европе с наставником, жил в Париже, Антверпене и Германии, уделяя больше времени развлечениям, чем учёбе.
При королеве Елизавете I заседал в Палате общин от Стэмфорда и Линкольншира в 1563, 1571 и 1572 годах. Был посвящён в рыцари в 1575 году и назначен главным шерифом Нортгемптоншира в 1578 году. Сопровождал Роберта Дадли, графа Лестера, в Голландскую республику, где отличился своей храбростью. В 1584 и 1586 годах заседал в парламенте от Линкольншира, а в 1585 году был назначен губернатором Брилле. В 1588 году Сесил завершил строительство Уимблдонского дворца в Уимблдон-парке в Лондоне, являющегося образцовый усадьбой елизаветинской эпохи. В 1592 и 1597 годах он снова заседал в Палате общин от Нортгемптоншира.
Став 2-м бароном Бёрли после смерти отца в 1598 году, Томас Сесил получил место в Палате лордов. В 1599—1603 годах служил лордом-лейтенантом Йоркшира и лордом-президентом Совета Севера. В 1601 году королева посвятила его в рыцари Ордена Подвязки. В начале правления короля Якова I ему был пожалован титул графа Эксетера; это произошло 4 мая 1605 года, в тот же день, когда его младшему брату Роберту Сесилу, 1-й виконту Крэнборн, был пожалован титул 1-го графа Солсбери. Однако, в отличие от брата, он не стал министром при Якове.
Семья Сесила покровительствовала искусствам и финансово поддерживала композиторов Уильяма Бёрда, Орландо Гиббонса и Томаса Роббинса.
Томас Сесил был женат на Дороти Невилл (1548—1609), дочери Джона Невилла, 4-го барона Латимер. Десять детей достигли взрослого возраста: четыре сына (Уильям, Ричард, Эдуард и Томас) и шесть дочерей (Люси, Милдред, Мэри, Дороти, Элизабет и Фрэнсис). Вскоре после смерти первой жены 70-летний граф Эксетер женился на 30-летней Фрэнсис Бриджес (1580—1663), вдове сэра Томаса Смита, дочери Уильяма Бриджеса, 4-го барона Чандоса.
Граф Эксетер скончался 7 февраля 1623 года и был похоронен в часовне Иоанна Крестителя в Вестминстерском аббатстве.